# Blod
Blod er flydende væv, der fylder blodkarsystemet og flyder gennem kroppen. Blodkarsystemet består af hjertet, der pumper blodet gennem pulsårer (arterier), hårkarnet (kapillærer) og blodårer (vener). Dets vigtigste opgave er at transportere ilt og næringsstoffer rundt til kroppens celler samt affaldsstoffer væk fra cellerne igen. Et voksent menneske indeholder 4-5 liter blod.
Ved større operationer, hvor blodtab påregnes eller til medicin, der hjælper mod visse sygdomme, tilfører man patienten friskt blod. Til disse formål tappes bloddonorer, der med jævne mellemrum får tappet ca. ½ liter blod. Blodet transfunderes dog normalt ikke i sin helhed men opdeles i forskellige komponenter (erythrocytter, frisk frosset plasma, thrombocytter), der hver især kan gives til patienter med specifikke behov.
Hvis man stadig regner med gennemsnitsmenneskets blodvolumen på 5 liter, vil blodet bestå af 25 billioner røde blodlegemer (erythrocytter), 1,5 billioner blodplader (thrombocytter), 35 milliarder hvide blodlegemer (leukocytter) og ca. 2½ liter plasma, der indeholder en række forskellige proteiner.
Der findes en lang række blodtypesystemer baseret på forekomsten af bestemte overfladeantigener på erythrocytterne. Blandt de vigtigste er AB0 (hvor man inddeler i fire blodtyper: A, B, AB og 0 (nul)) og Rhesus (hvor man skelner mellem Rhesus-positiv og Rhesus-negativ).

## Plasma
Blodplasma er den komponent af blodet, som omgiver de formede elementer. Plasmaet indeholder utallige blodfaktorer og er en strågullig væske, der hovedsageligt består af vand (faktisk udgør vand 90% af plasmaet) med en saltkoncentration på ca. 0,9 % (til sammenligning har havet omkring Danmark en saltkoncentration på ca. 2,5-3%). Plasmaet indeholder også tørstof (tørstoffet består af 90% organiske stoffer som hovedsageligt er proteiner (bl.a. albumin, immunoglobuliner, lipoproteiner og koagulationsfaktorer – især fibrin, fedtstoffer, sukkerstoffer, hormoner, vitaminer og affaldsprodukter) og 10% uorganiske salte).
Plasma holder en pH mellem 7,35 og 7,45. Er pH under dette, kaldes det acidose, er værdien højere, kaldes det alkalose.
Nogle proteiner, de såkaldte akutfaseproteiner, ændrer koncentrationen under betændelsesforhold.

## Blodplader
De mindste celler i plasmaet er blodpladerne (thrombocytter), de har en diameter på små 0,003 mm, men til gengæld er der 300.000 per kubikmillimeter blod.
Blodpladerne dannes i knoglemarven på omkring 9 dage.
Under normale omstændigheder flyder de bare med plasma i blodårerne, men hvis der skulle komme hul på et af blodkarrene, er det blodpladerne, der først kommer i aktion for udbedre skaderne. De har til opgave at tætne blodkarrene, når der går hul på dem. De klistrer fast i små huller og lukker dem rent mekanisk, og de aktiverer koagulationsfaktorer, som får blodet til at størkne omkring såret, akkurat som de når hullet, som derved forsegles. Når det så er forseglet, vil der komme det, der bliver kaldt en sårskorpe, som kroppen vil afstøde, når huden under det er helet.

### Patologi
Et forhøjet niveau af blodplader i blodet kaldes trombocytose. Trombocytose ses både ved hæmatologiske sygdomme, hvor der er en for høj produktion af blodplader i den røde knoglemarv (f.eks. polycytaemia vera), og i forbindelse med fysiske traumer og infektioner, hvor behovet for blodplader stiger.

Et for lavt niveau af blodplader kaldes derimod trombocytopeni. Trombocytopeni opstår, når knoglemarvens evne til at danne nye blodplader hæmmes, eller når omdannelsen stiger.
Hæmning af blodplade produktionen ses ofte i forbindelse med svær infektion, leukæmi og efter kemoterapi, samt som del af nogle mangelsyndromer, f.eks. mangel på B12-vitamin eller folinsyre.
En øget omdannelse af blodplader kan enten ske ved øget forbrug, f.eks. ved traumer eller operationer, eller ved en patologisk destruktion, f.eks. ved autoimmune sygdomme og infektioner.

## Røde blodlegemer
Røde blodlegemers (erythrocytter) funktion er at transportere ilt fra lungerne ud til vævene, hvor ilten afgives. Derefter optager de kuldioxid, som føres til lungerne, hvor det så udåndes.
For hver kubikmillimeter blod er der ca. 5 millioner røde blodlegemer, et rødt blodlegeme lever 120 dage i blodbanen, og for hvert sekund nedbrydes 2 millioner, mens 2 millioner dannes.
Et rødt blodlegeme har en diameter på 0,0062 - 0,0082 mm og ligner meget en rød bold, der er trykket sammen i midten. Den røde farve skyldes det iltbindende stof hæmoglobin, som de røde blodlegemer er fyldt af.
Når røde blodlegemer nedbrydes, sker det i milten, hvor hæmoglobinet bliver omdannet til det gulbrune farvestof bilirubin (der udskilles gennem leveren med galden).
Men der kan ske en ophobning af bilirubin, hvis de nedbrydes for hurtigt, og dette vil forårsage gulsot.
Røde blodlegemer dannes i knoglemarven; for at dette skal ske, kræver det næring fra adskillige næringsstoffer, som fx aminosyre, jern, B12 og folin. Jern indgår i hæmoglobinmolekylet, mens vitamin-B12 og folin er vigtige, når det røde blodlegeme skal dele sig (Når blodet ikke får nok næring vil det forårsage blodmangel.)

### Parakliniske undersøgelser
De røde blodlegemer kan undersøges ved at tage en blodprøve. Normalt vil man undersøge blodets indhold af hæmoglobin (blodprocent) og hvor stor del af blodets volumen, som udgøres af røde blodlegemer (hæmatokrit). Disse to undersøgelser bruges til at stille diagnosen anæmi (blodmangel). Herudover kan man måle størrelsen af erytrocytterne (middelcelle volumen/MCV), hvilket fortæller noget om knoglemarvens funktion. Hvis cellerne er meget små og umodne kan det tyde på en knoglemarvssygdom eller et mangelsyndrom. Man kan endvidere undersøge blodcellerne i mikroskop, hvor man kigger på deres form og struktur.

### Patologi
Den mest almindelige lidelser, hvor de røde blodlegemer er involveret, er anæmi. Herved forstås en paraklinisk sænkning i hæmoglobin niveauet. Dog er der som oftest også for få røde blodlegemer (erytrocytopeni). Der kan være mange årsager til anæmi og ofte er der flere sideløbende årsager. Almindelige symptomer er træthed, energiløshed, kortåndethed (man bliver hurtigt forpustet) og bleghed.

En anden tilstand er erytrocytose, hvor der er for mange røde blodlegemer. Dette ses f.eks. ved polycytaemiske sygdomme, hvor der dannes for mange celler i den røde knoglemarv.

## Hvide blodlegemer
De hvide blodlegemers (Leukocytter) opgave i blodsystemet er at forsvare kroppen mod infektioner fra virus, parasitter, svampe og bakterier.
De hvide blodlegemer er meget større end de røde, dog er der ikke så mange af dem ,og deres levetid er også mindre end de andre blodlegemers.
De hvide blodlegemer arbejder mest uden for blodbanen, da de skal slå sig ned i bindevæv, hud og organer, hvor de modarbejder forskellige fremmede indtrængende i kroppens celler.
De hvide blodlegemer kan opdeles i tre kategorier: lymfocytter, granulocytter og monocytter.
Der er to forskellige slags lymfocytter:
Den ene af de to lymfocytter kaldes en B-lymfocyt. En B-lymfocyt er et hvidt blodlegeme, som stort set danner antistoffer mod virus og bakterier. Dog er der også nogle af dem der fungerer som hukommelsesceller, som vil sige at de kan huske tidligere hændelser såsom infektioner og derefter handle hurtigere, hvis den samme form for infektion skulle ramme en igen.
Den anden af de to lymfocytter kaldes for en T-lymfocyt. En T-lymfocyt er et hvide blodlegeme, der opretholder immunforsvarets nøgleberedskab. Dens formål er at kunne identificere celler, der er blevet ramt af enten et virus eller en bakterie. Der er også visse specielle T-lymfocytter, der destruerer kroppens inficerede celler; disse bliver kaldt dræberceller
Der er tre forskellige former for granulocytter:
Neutrofile er hvide blodlegemer, der kontrollerer kroppens reaktioner mod angreb fra forskellige mikroorganismer. Når et væv bliver beskadiget, kommer de neutrofile celler og absorberer de beskadigede celler og bakterier. Faktisk er døde neutrofile celler hovedbestanddelen af den hvidgullige væske fra betændt væv, som kaldes for pus.
De mest sjældne af de hvide blodlegemer er de basofile celler. De spiller en yderst nødvendig rolle ved allergiske reaktioner ved at frigive stoffer, der både holder årernes vægge rene og sørger for, at blodkarrene ikke stopper til.
Og den tredje af de tre former for granulocytter er de eosinofile celler. En eosinofil er et hvidt blodlegeme, som er en del af immunforsvaret, idet deres antal stiger kraftigt, når kroppen oplever allergiske reaktioner eller ved infektioner mod visse former for parasitter som fx orme.
Monocytterne eller, som de også kaldes, makrofagerne er hvide blodlegemer, der kort sagt fungerer som kroppens skraldemænd. De arbejder både indenfor og udenfor blodkarrene i de andre væv, hvor de både optager og tilintetgør mikroorganismer og udslidte celler.

## Oxygentransport
Oxygen (ilt) transporteres i blodet på to måder:
- Bundet til hæmoglobin. Iltmængden er afhængig af hæmoglobinkoncentrationen, blodets oxygensaturation og hjertets minutvolumen. Hæmoglobin kan transportere 1,39 ml O2 pr. gram hæmoglobin.
- Frit opløst ilt. Iltmængden er afhængig af iltens partialtryk.

Normalt er ilttilbuddet 1000 ml per minut svarende til 14 ml/kg per minut. Det normale hvileforbrug af ilt er cirka 200 ml per minut.